# Margrit Siebert
Margrit Siebert – später Margrit Trupkovic – (* 27. August 1944) ist eine ehemalige deutsche Tischtennis-Nationalspielerin aus den 1960er Jahren.

## Jugend
Siebert spielte beim Verein Kieler TTK. 1962 wurde sie Deutsche Meisterin der Jugend im Einzel und Doppel.

## Erwachsene

### National
1964 wechselte sie zum Verein TTC Ramsharde, wo sie in der Saison 1964/65 im oberen Paarkreuz positiv mit 29:7 abschnitt.
Bei den Nationalen Deutschen Meisterschaften kam sie drei Mal auf Platz zwei und sieben Mal ins Halbfinale. Deutscher Vizemeister wurde sie 1965 im Einzel sowie 1963 und 1966 im Doppel mit Uschi Isler. Das Halbfinale bestritt sie im Einzel 1963, im Doppel 1965 (mit Uschi Isler), 1968 (mit Ingrid Bahnert) und 1977 (mit Jutta Trapp) sowie im Mixed 1963, 1964 (jeweils mit Dieter Michalek) und 1974 (mit Hans Micheiloff).
In der DTTB-Rangliste vom Juli 1965 wurde Siebert auf Platz fünf geführt.

### International
Im April 1964 bestritt Siebert in Groenlo ihr erstes Länderspiel. Gegen die Niederlande gelang ihr beim 5:4-Erfolg ein Sieg bei zwei Niederlagen.
Wegen ihrer Spielstärke wurde sie für die Weltmeisterschaft 1965 in Ljubljana nominiert. Hier setzte sie sich im Einzel in der Qualifikation gegen Danica Nicolic (Jugoslawien) durch, dann war aber die Engländerin Diane Rowe zu stark. Das Doppel mit Agnes Simon unterlag dem DDR-Spielerinnen Gabriele Geißler/Doris Hovestädt mit 3:1. Auch im Mixed mit Erich Arndt schied sie in der Vorrunde gegen Janusz Kusinski/Danuta Szmit (Polen) aus. Im Mannschaftswettbewerb kam das deutsche Team auf Platz sechs.
Im Februar 1966 unterlag sie beim 3:1-Sieg über Dänemark im Einzel Lies Ramberg, gewann jedoch das Doppel mit Edit Buchholz.

### Senioren
Margrit Trupkovic wechselte von TTC Ramsharde zu SG GW/Nord Flensburg, aus dem sich 1975 der Verein TSV Nord Harrislee bildete. Noch in den 1990er Jahren spielte sie mit dem TSB Flensburg in der 2. Bundesliga.
Bei Seniorenturnieren erzielte noch viele Erfolge. So wurde sie Deutsche Meisterin der Senioren 1987, 1993, 1996 (Altersklasse U40), 1997, 1998 und 2002 (Altersklasse U50).
2006 wurde sie mit der Verdienstnadel in Silber des Tischtennis-Verbandes Schleswig-Holstein TTVSH geehrt.

## Privat
Siebert legte 1963 ihr Abitur ab und studierte danach in Flensburg. Seit ihrer Heirat 1966 heißt sie Margrit Trupkovic. Sie hat zwei Kinder.

## Turnierergebnisse
| Verband | Veranstaltung     | Jahr | Ort       | Land | Einzel    | Doppel    | Mixed | Team |
| ------- | ----------------- | ---- | --------- | ---- | --------- | --------- | ----- | ---- |
| FRG     | Weltmeisterschaft | 1965 | Ljubljana | YUG  | letzte 64 | letzte 32 | Qual  | 6    |